# 克勞德·謝瓦萊
克勞德·謝瓦萊（法語：Claude Chevalley，法語發音：[klod ʃəvalɛ]；1909年2月11日—1984年6月28日）是一名法國數學家，他對數論、代數幾何、類域論、有限群論以及代數群論作出重要貢献。他是布爾巴基學派的創始人之一。

## 人生經歴

### 青少年時期
1909年2月11日，謝瓦萊生於德蘭士瓦殖民地最大城市約翰內斯堡。謝瓦萊的父親阿貝爾·謝瓦萊（Abel Chevalley）是法國外交官，母親是瑪格麗特·謝瓦萊（Marguerite Chevalley）。克勞德·謝瓦萊的父母編寫了《簡明牛津法語詞典》（英語：Oxford Concise French Dictionary）。
謝瓦萊17歲就進入了巴黎高等師範學院，從師於埃米爾·皮卡。巴黎高等師範學院為四年學制，前兩年學生在綜合性大學學習，後兩年學生準備中學教師全國會考，考式通過者可獲得教師資格。謝瓦萊在1929年用了三年畢業，並取得了中學高級教師職銜。畢業之後，在法國國家科研究中心的資助下，謝瓦萊先後來到德國的漢堡大學和馬爾堡大學，分別在埃米爾·阿廷和赫爾穆特·哈斯的指導下做研究。1933年謝瓦萊獲得了巴黎大學的數學博士學位。

### 職業生涯
1939年，謝瓦萊被邀請至美國普林斯頓高等研究院進行訪問。不久後二戰暴發，法國駐美國大使館建議他留在美國，謝瓦萊便留在普林斯頓大學任教直至1948年。1949年至1955年，謝瓦萊在美國哥倫比亞大學擔任數學教授，並成為了美國公民。謝瓦萊在美國期間指導過的學生包擴莱昂·埃伦普赖斯和格哈德·霍赫希爾德。1953至1954年間，謝瓦萊在傳爾布萊特獎學金的支助下去日本訪學一年，並在多所日本大學裏舉行了系列講座。他講座的準入門檻很高，因此對大眾學生沒有構成吸引力，但有少數天份不錯的研究生在他的指導下做研究。
在哥倫比亞大學期間，謝瓦萊曾經申請巴黎大學空缺的一個系主任的職位，希望能回到法國，但他遇到了許多困難。直到1955年謝瓦萊才成功回到了法國，在巴黎大學擔任教授。他在巴黎大學任教至1978年退休。

### 數學之外的興趣
除了數學之外，謝瓦萊對藝術和政治也有興趣，他曾是法國二十世紀三十年代非傳統主義組織（英語：non-conformists of the 1930s）中青年組織「新秩序」（法語：Ordre Nouveau）的一員。數學家皮埃爾·卡地亞曾表示：「謝瓦萊曾是許多前衞政治、藝術組織的成員…數學是他人生中最重要的一個部分，但是他並不在數學和其餘的生活之間畫出任何界限。」

## 學術研究
1930至1940年間，謝瓦萊主要研究局部和全局類域論。1940年後謝瓦萊將研究方向轉向了李群和代數幾何，1941年他發表的兩篇論文也標致着他轉向李群和代數幾何。謝瓦萊分別在1946年、1951年和1955年出版了三卷本的《李群理论》。謝瓦萊發表了他最有影響力的論文之一的「論某些單群」，論文中他研究的特殊有限群現在被稱為「謝瓦萊群」。
1955年謝瓦萊回到巴黎之後，在巴黎舉辦了「謝瓦萊討論班」（法語：Séminaire Claude Chevalley），前三期分別在1956-1958年度、1958年和1958-1959年度舉行，主題分別為李代數的群的分類、周環及其應用和皮卡簇。

## 部分著作
以下著作目前沒有中譯本，所以中譯名僅為暫時翻譯。
- 《李群論第一卷》（1946年）[5]
- 《李群論第二卷：代數群》（1951年）[6]
- 《李群論第三卷：關於李代數的一般定理》（1955年）[7]
- 《代數基本概念》（1958年）[8]

## 外部連結
- Amir D. Aczel. . 語數之光. 由谢国芳翻译.   [2018-07-19]. （原始内容存档于2018-06-30）.
- . 數學譜系計畫.   [2018-07-19]. （原始内容存档于2010-12-10） （英语）.